# نادي برشلونة ج
نادي برشلونة ج نادي لكرة القدم تأسس عام 1969 وتم حله في 2 يوليو عام 2007، وكان يتبع نادي برشلونة وكان قبل حله يعتبر النادي الثالث لكرة القدم من حيث الأهمية بعد الفريق الأول ونادي برشلونة ب وجاء قرار حل النادي بعهد رئيس النادي السابق السيد خوان لابورتا، كان معقل النادي ملعب ميني ستادىِ الذي أصبح بعد حل الفريق معقل برشلونة ب.